# Veøy
Pour l'île, voir Veøya.

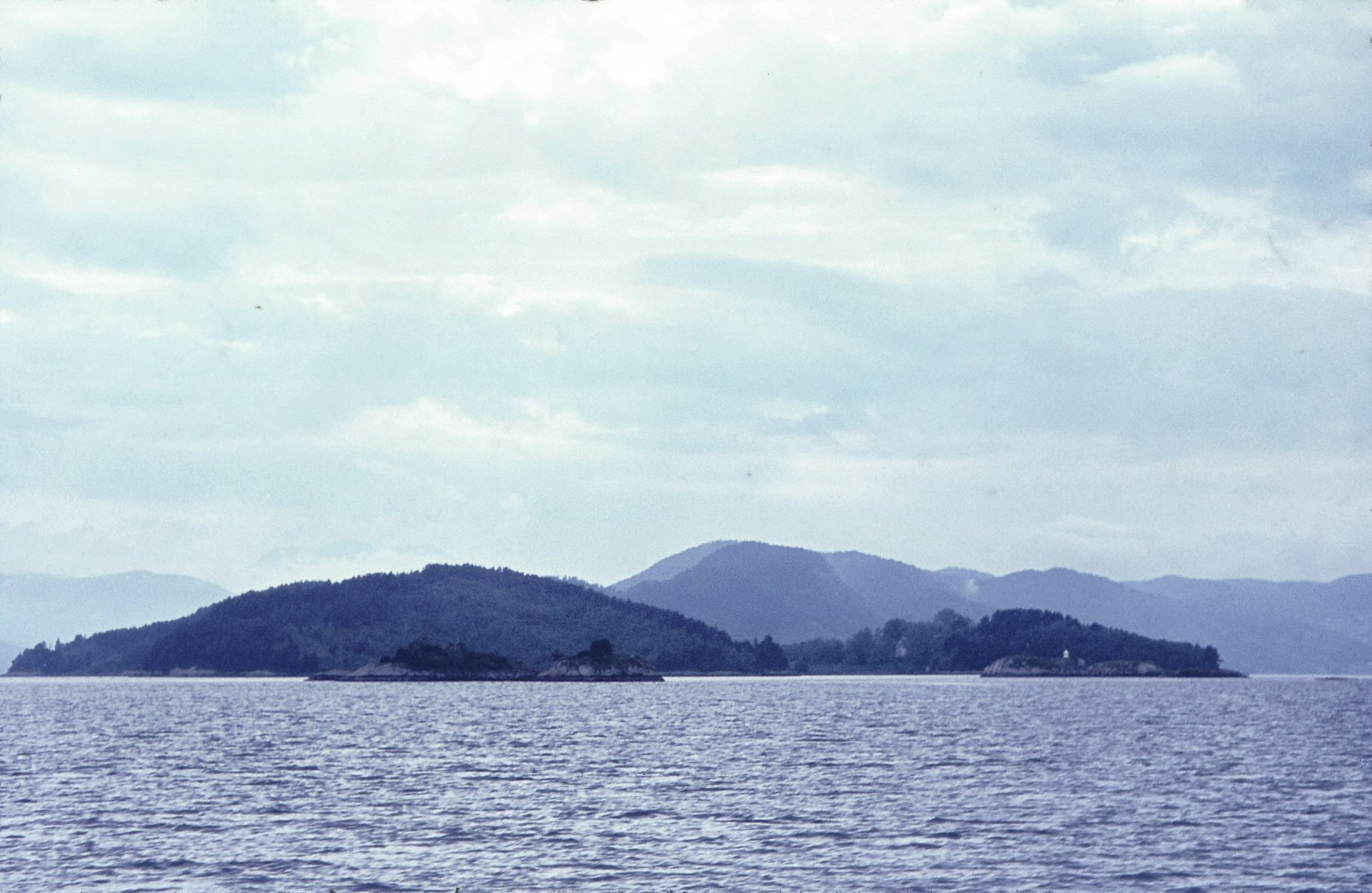
Veøya, vue de l'ouest. L'église du Moyen Âge se trouve à la droite de la photo.

Veøy est une ancienne commune et paroisse norvégienne du Comté de Møre og Romsdal créé en tant que chef de district en 1837.
Le 1er janvier 1964 la majeure partie de Veøy a été divisée en deux : Eid, Grytten, Hen et Voll ont été intégrés à la commune de Rauma. Cette partie de Veøy comptait alors 1 400 habitants. Sekken, Veøya et Nesjestranda appartenant à Veøy furent intégrés à Molde. Cette autre partie comptait 756 habitants.
En 2020, il n'y avait plus d'habitants sur l'île de Veøya,.